# Абисална зона
Абисалната зона, наричана също абисопелагична зона (на гръцки: ἄβυσσος — «бездънен»)  е слой от пелагичната зона (открито море) на Световния океан, разположен под батиалната и над хадалната зона.
Абисалната зона е разположена под 2000 m от повърхността океана, а под 6000 m се обособява т.нар. ултраабисална зона. Релефът е представен от големи океански котловини, подводни хребети и плата. Водите се характеризират с относително слаба подвижност, постоянно ниска температура (1° – 2°С, в полярните области под 0°С), постоянна соленост (34,7‰ – 34,9‰) и плътност, високо налягане (до 76 MPa) и ограничено количество хранителни вещества, главно спускащи се от горните пластове на океана (морски сняг). В абисалната зона не прониква слънчева светлина. Всичките тези показатели определят своеобразния органичен свят в зоната. Дъното е покрито с различни видове тиня с органогенен или минерален произход (виж Абисално дъно). Растителността е представена предимно от от някои бактерии, а животинският свят от слепи животни или такива с огромни очи. Има множество фосфоресциращи организми. Ултраабисалните животни се отличават с рязко изразен ендемизъм и древност.